# 2021年二十國集團羅馬峰會
2021年二十國集團羅馬峰會（英語：2021 G20 Rome summit）是20國集團第十六次高峰會，於2021年10月30日至31日在義大利羅馬舉行。原先是印度取得該屆峰會主辦权，但印度总理纳伦德拉·莫迪則提出延至印度獨立75週年舉行，因此於2018年峰會上向義大利總理朱塞佩·孔特進行協調，最終達成共識改為意大利承辦。

## 與會領袖

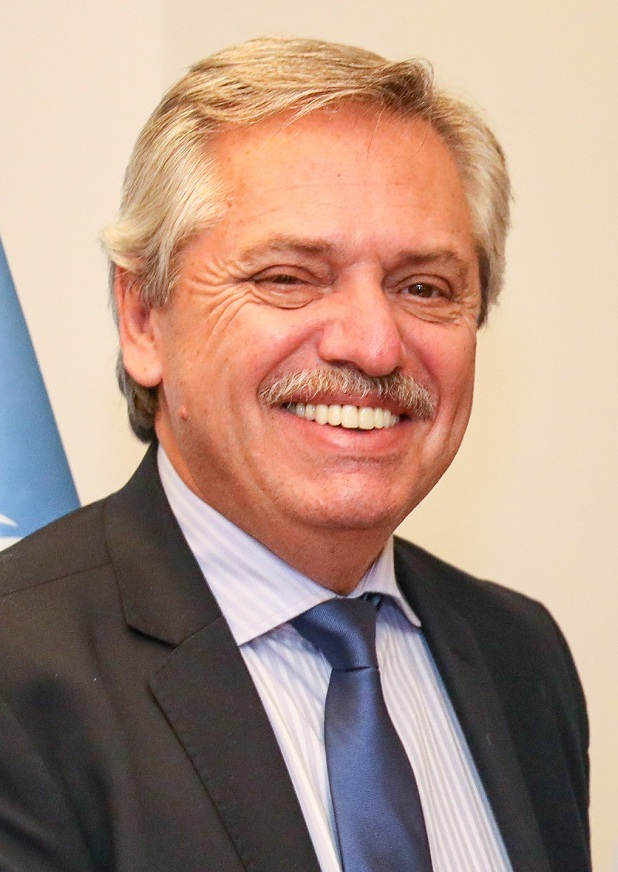
阿根廷 总统 阿尔韦托·费尔南德斯
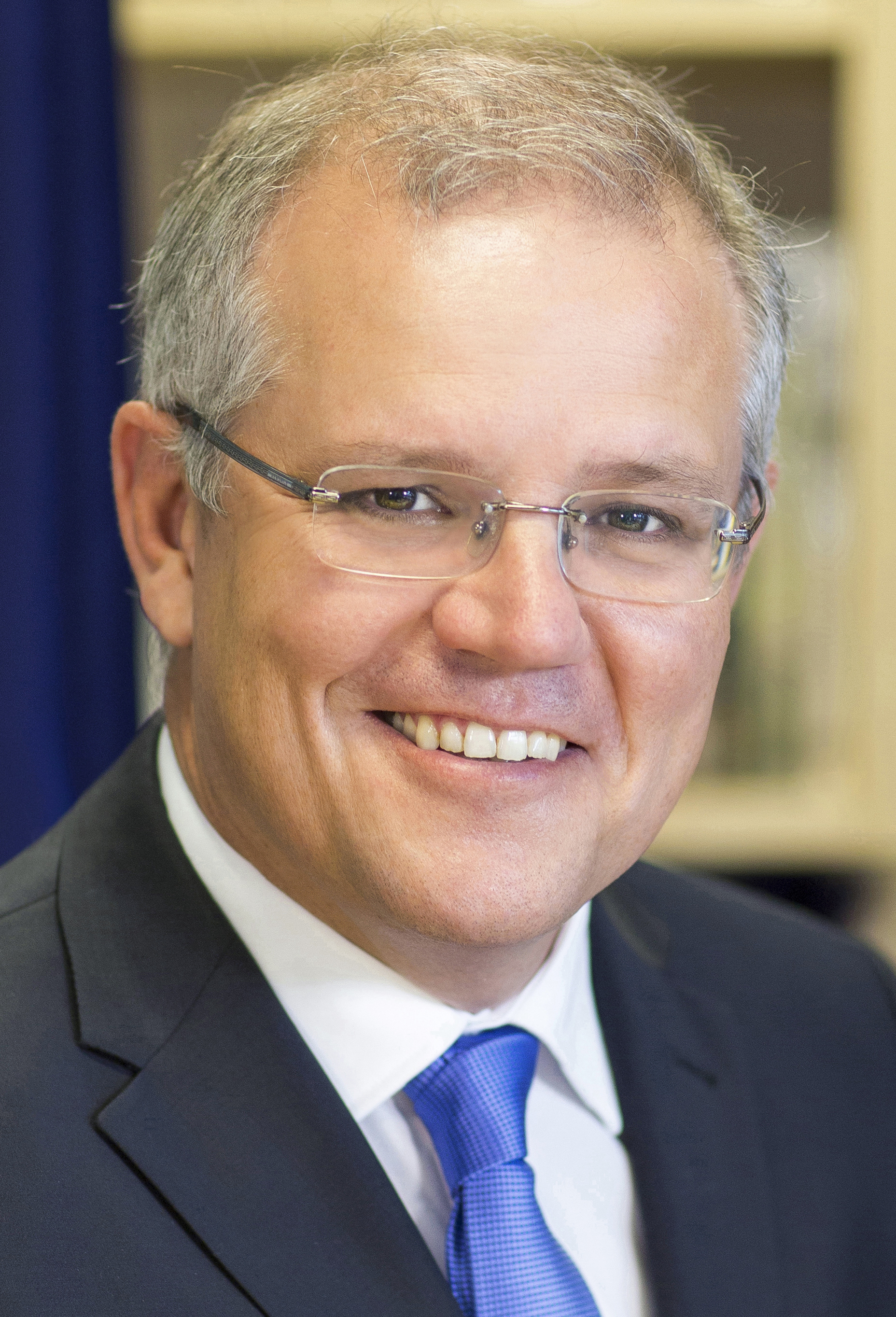
总理 斯科特·莫里森
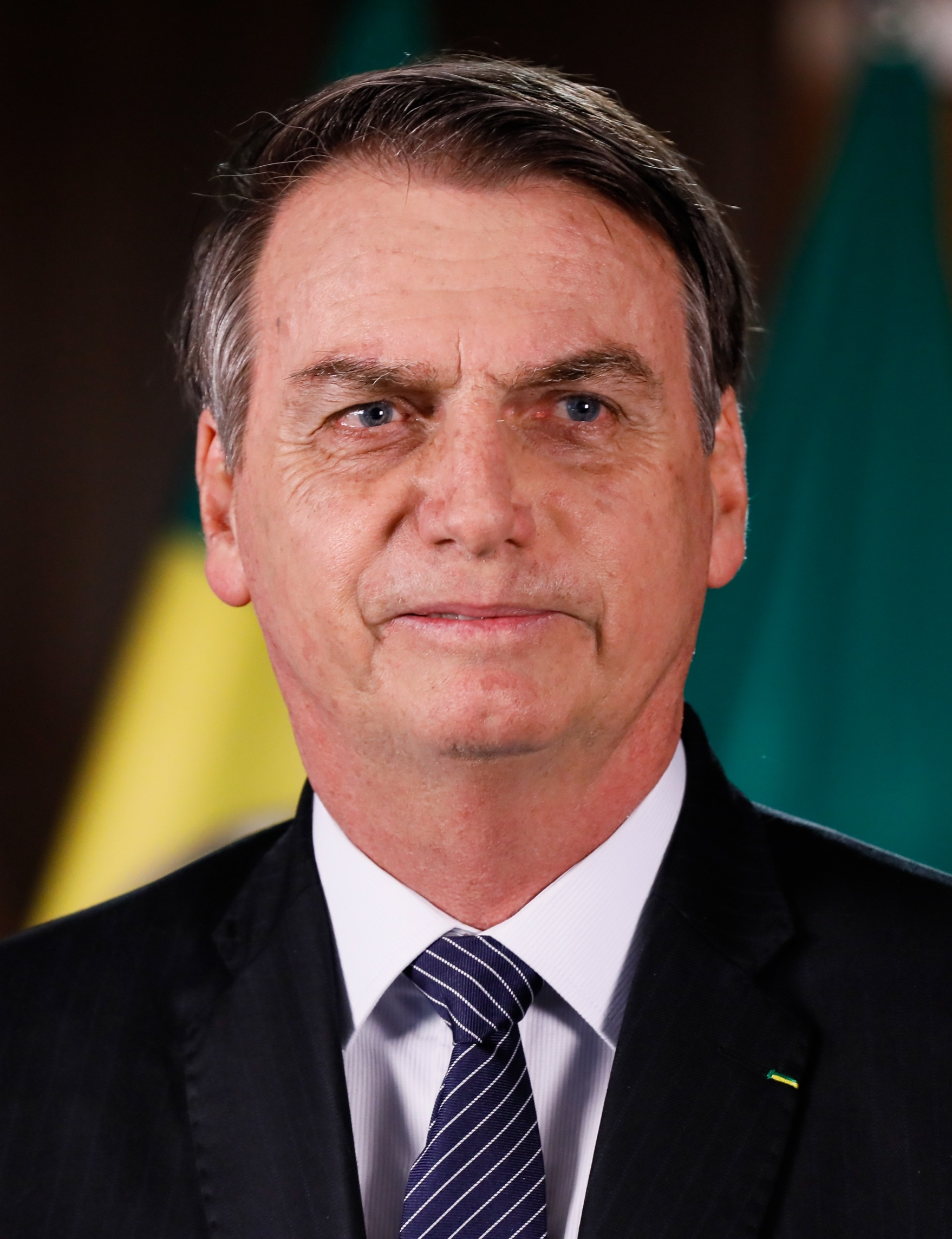
巴西 总统 雅伊尔·博索纳罗
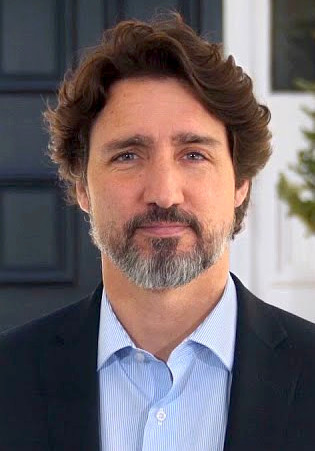
加拿大 總理 賈斯汀·杜魯多
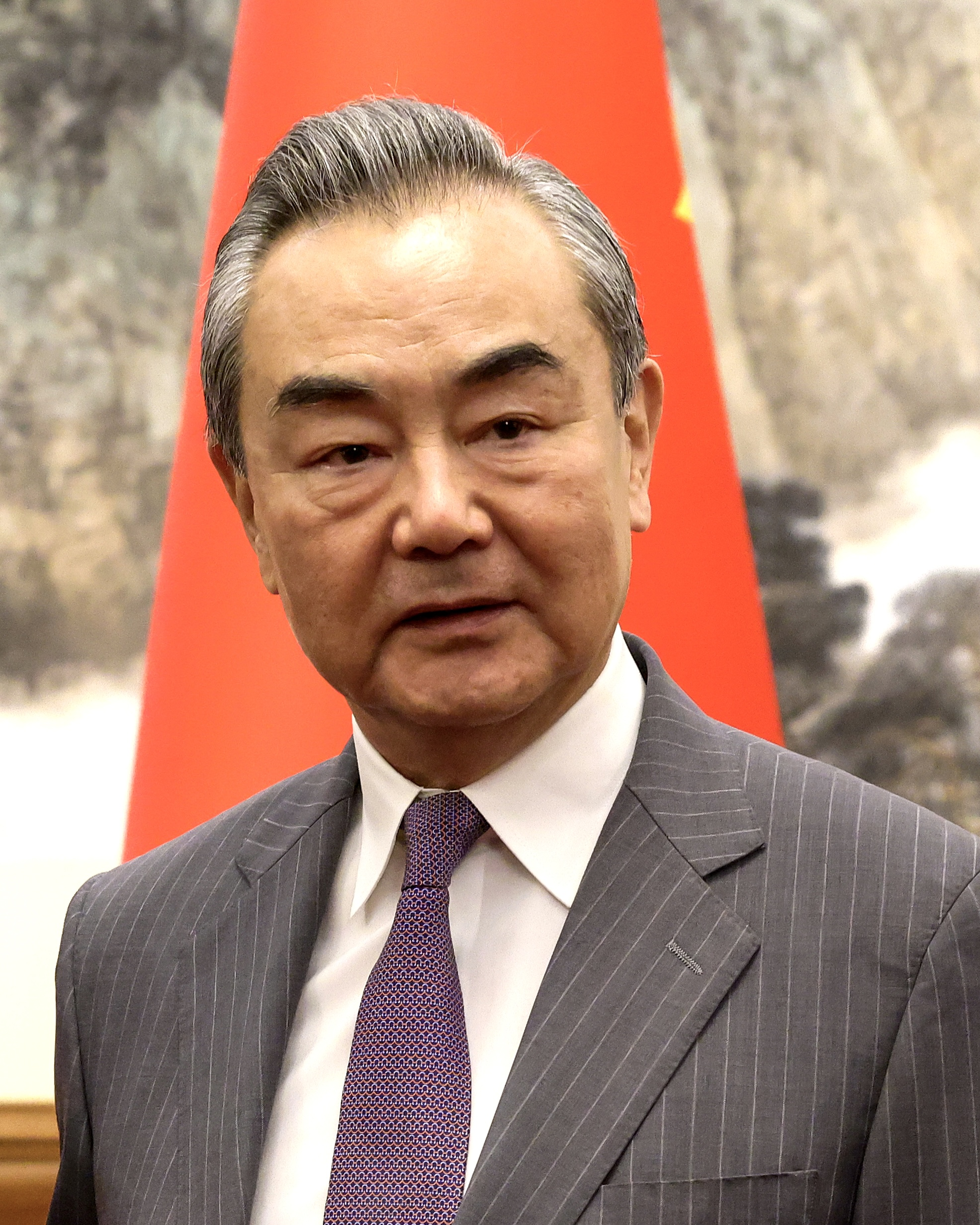
中国 外交部部长 王毅（主席受权代表）
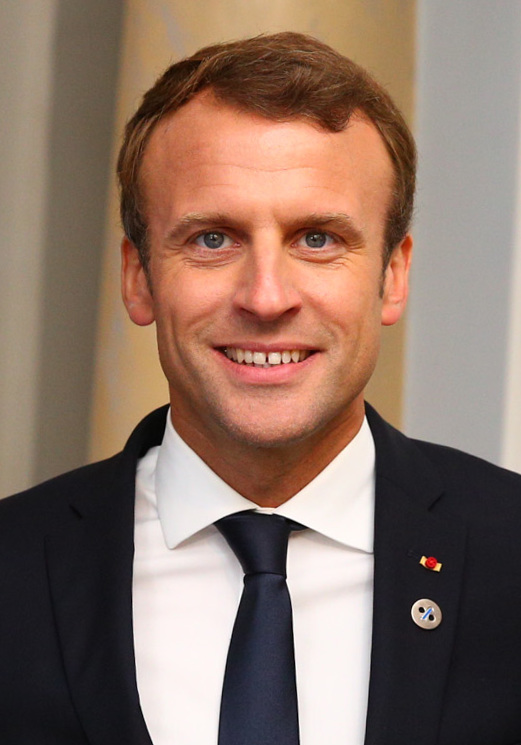
法國 总统 埃马纽埃尔·马克龙
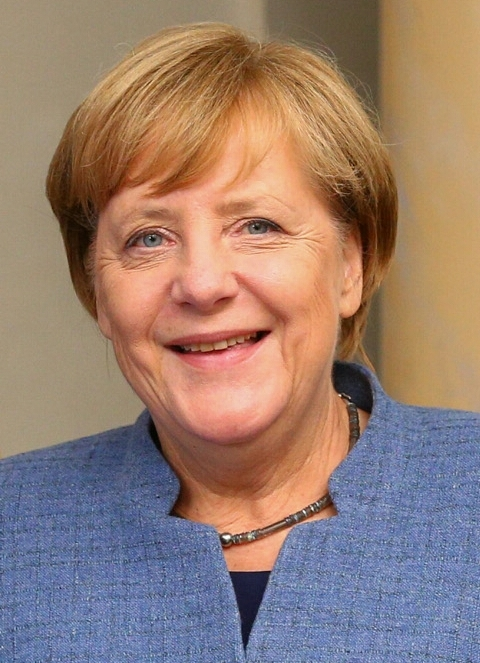
德国 看守总理 安格拉·默克爾
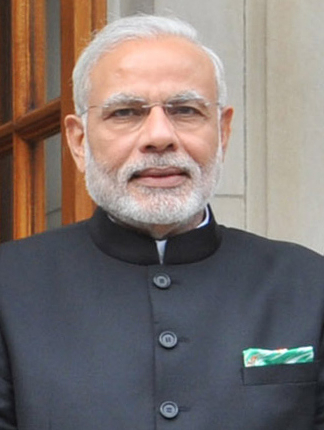
印度 总理 纳伦德拉·莫迪
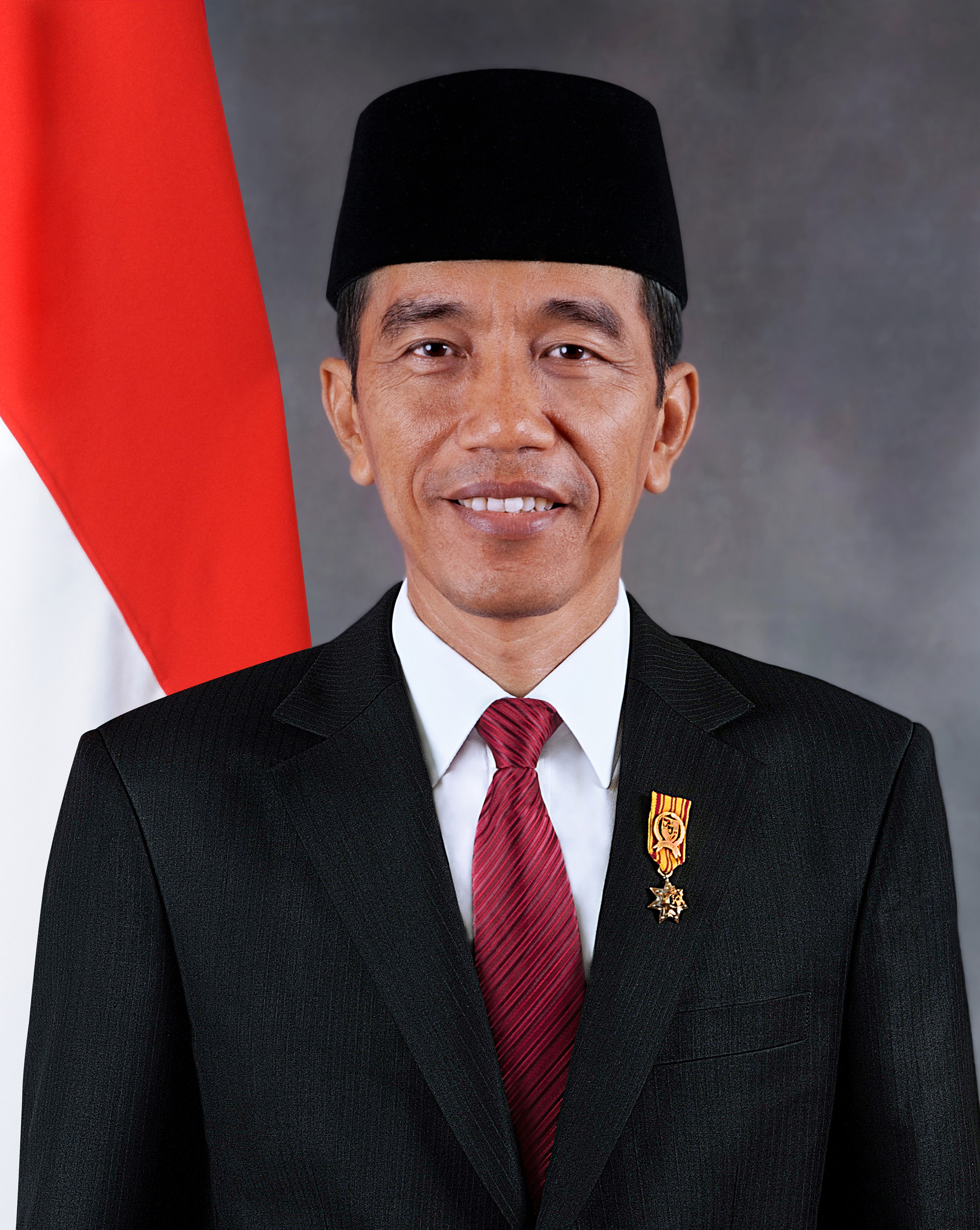
印度尼西亞 总统 佐科·维多多
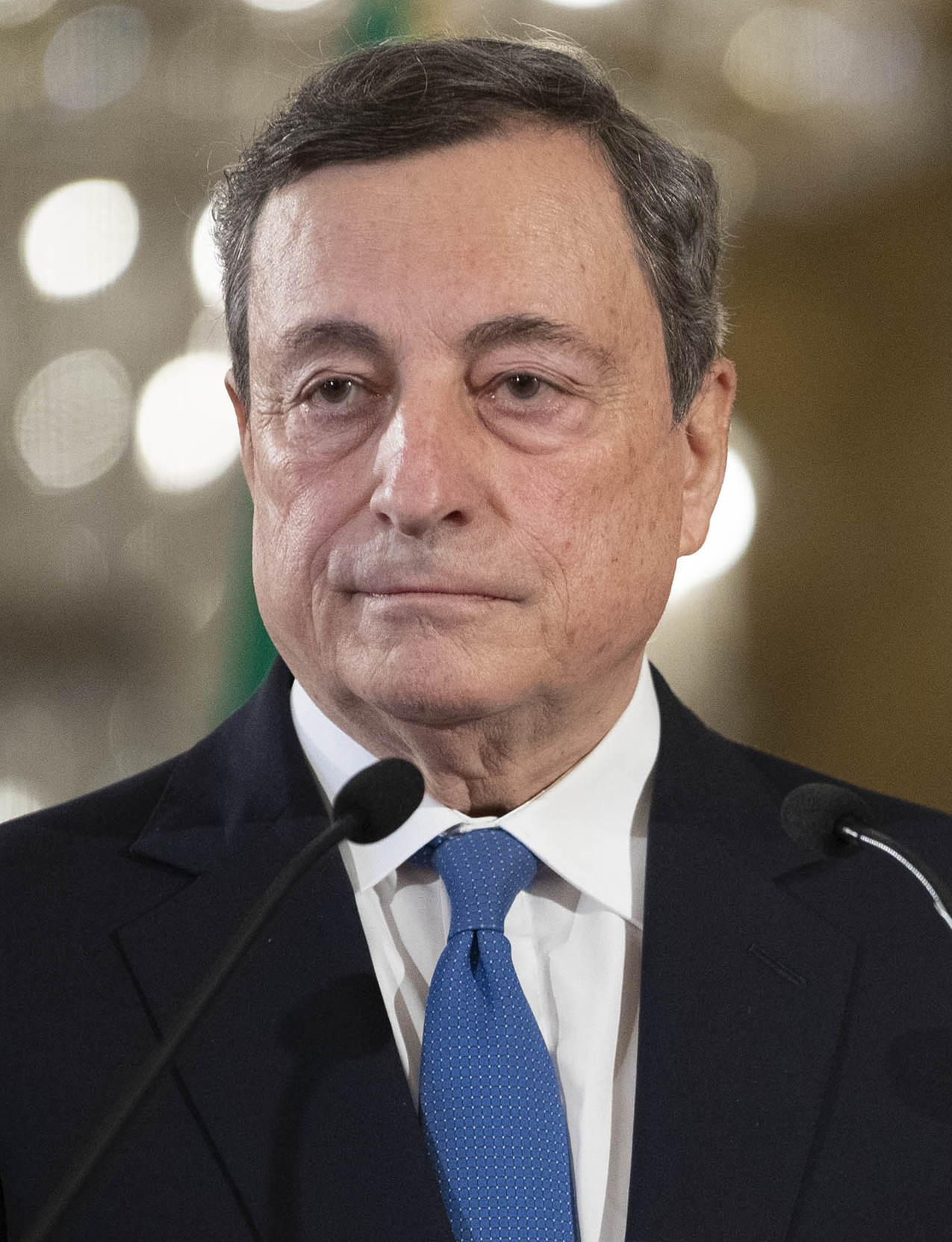
義大利 （主辦國） 部长会议主席 馬里奧·德拉吉
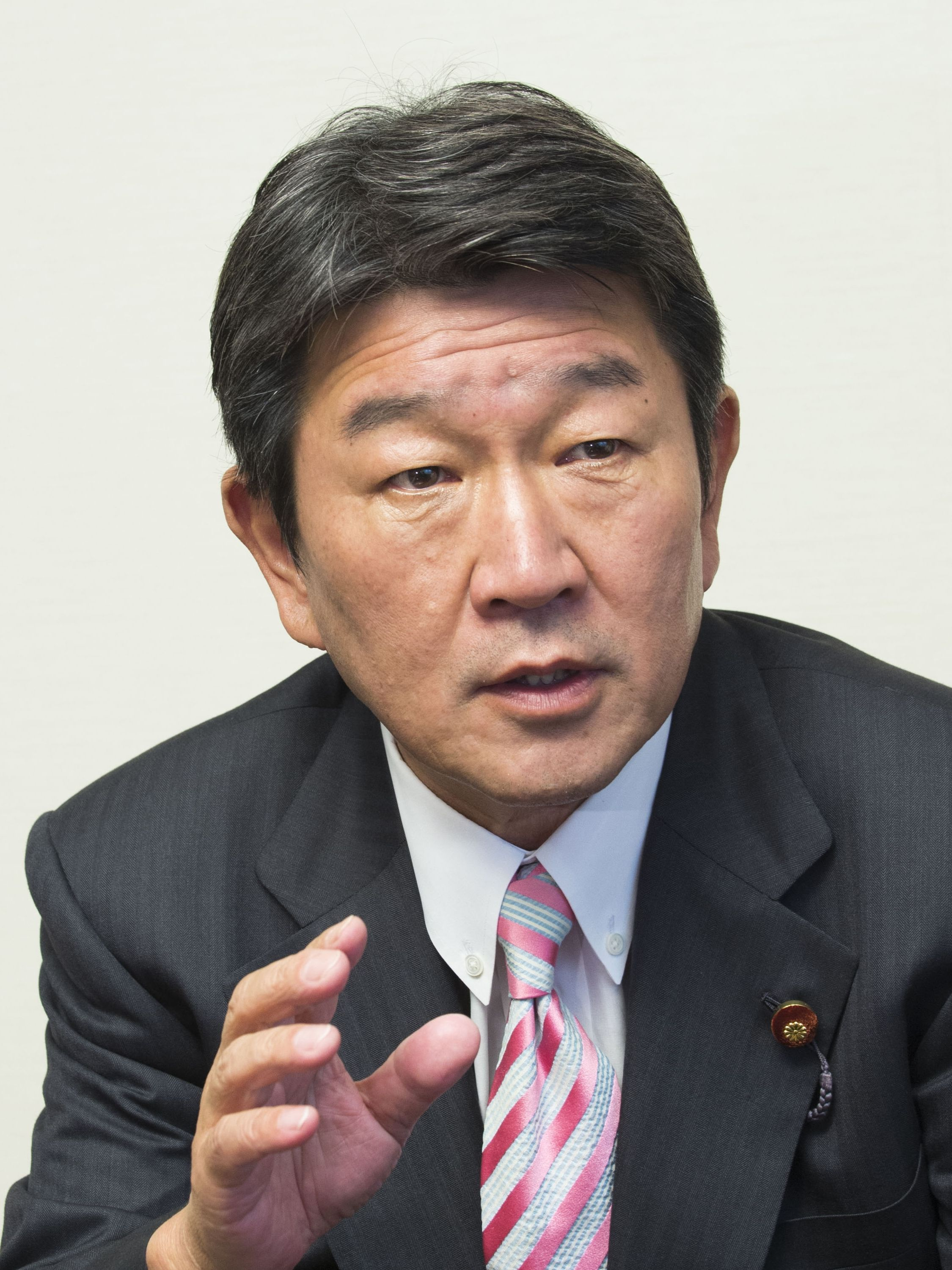
日本 外务大臣 茂木敏充（首相受权代表）
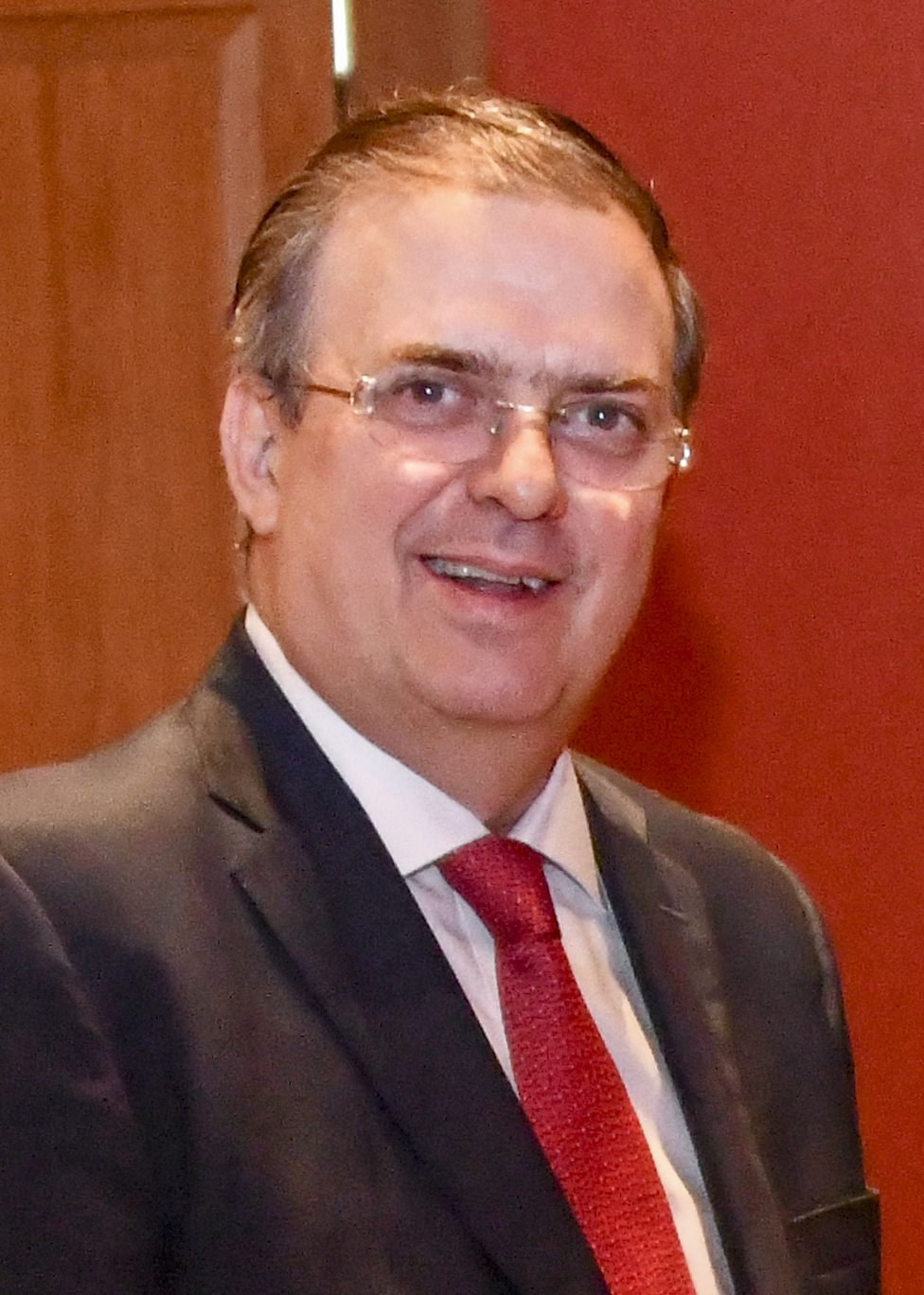
墨西哥 外交部长 马塞洛·埃布拉德（总统受权代表）
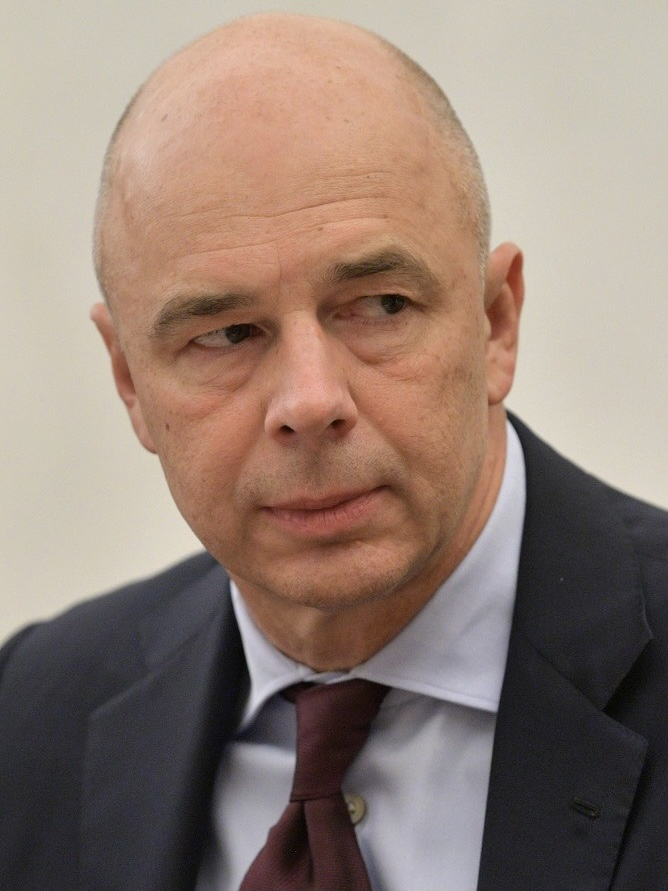
俄羅斯 财政部部长 安东·西卢阿诺夫（总统受权代表）
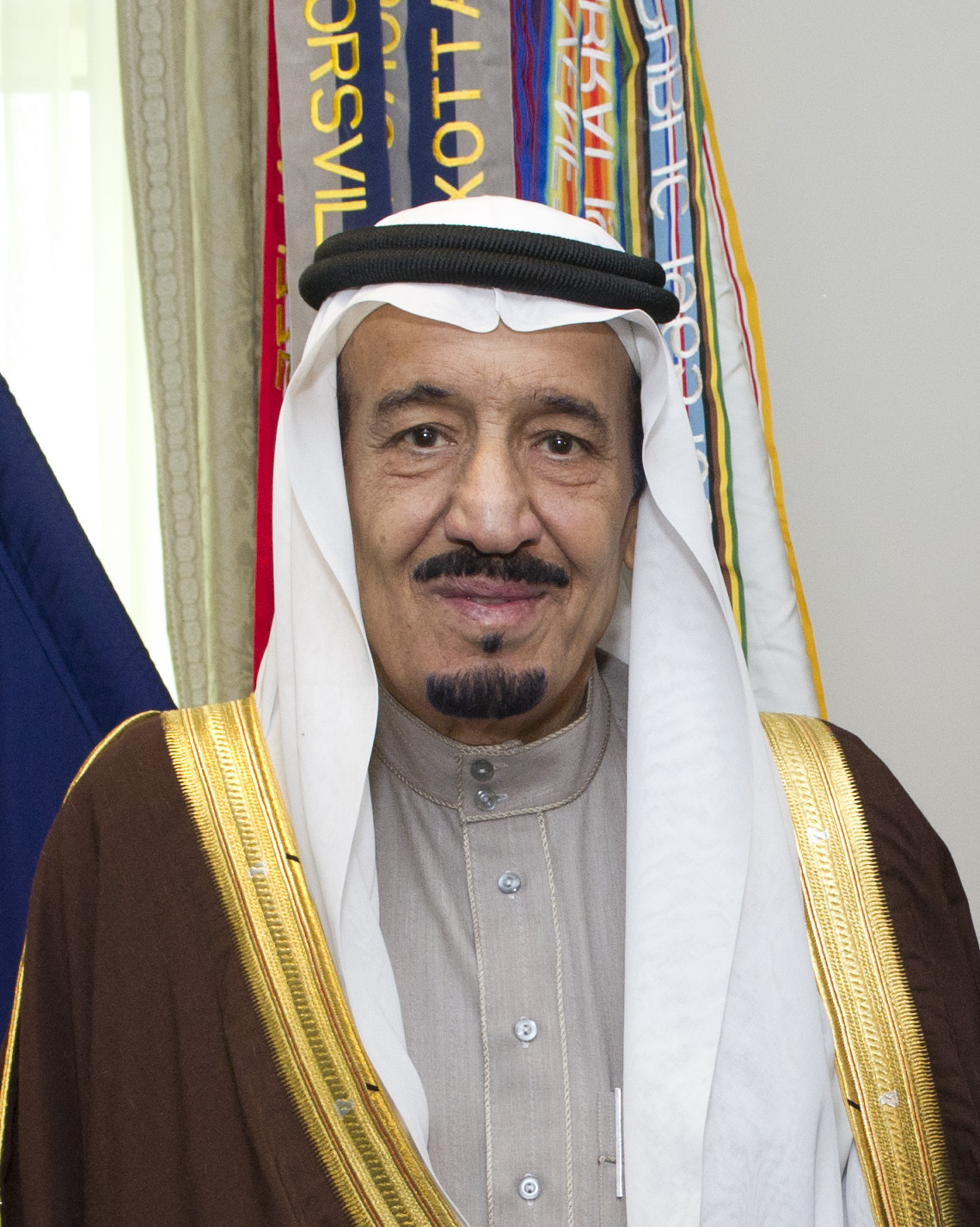
沙烏地阿拉伯 国王 萨勒曼·本·阿卜杜勒-阿齐兹·阿勒沙特
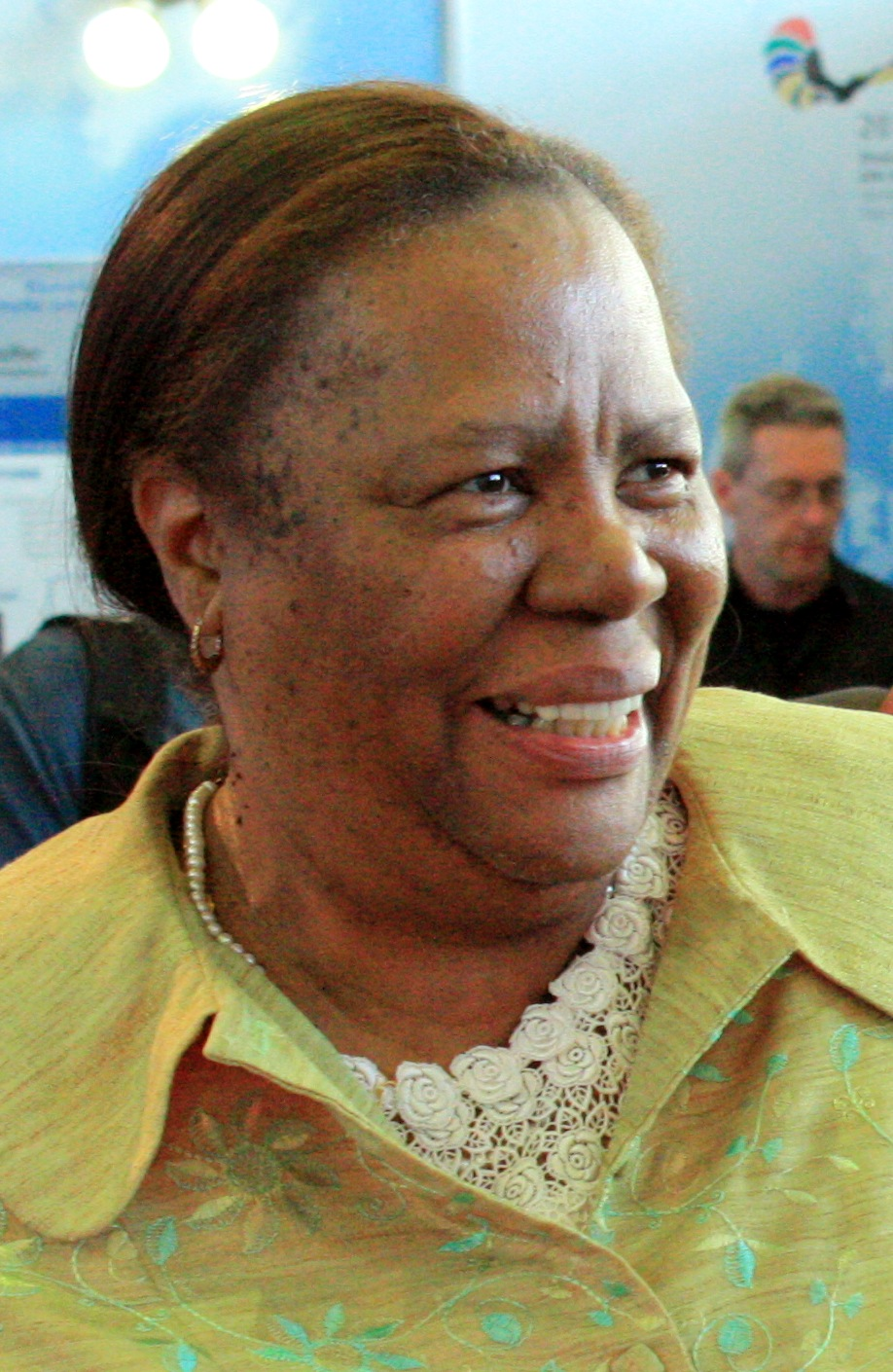
南非 国际关系与合作部部长 那勒迪·潘多尔（英语：Naledi Pandor）（总统受权代表）
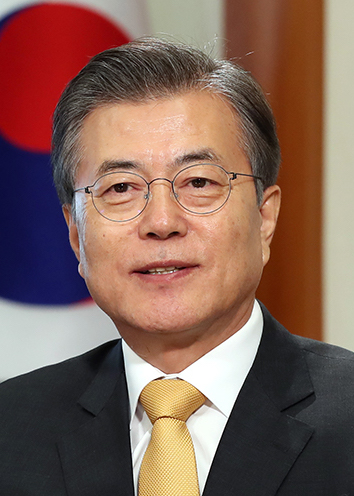
大韓民國 总统 文在寅
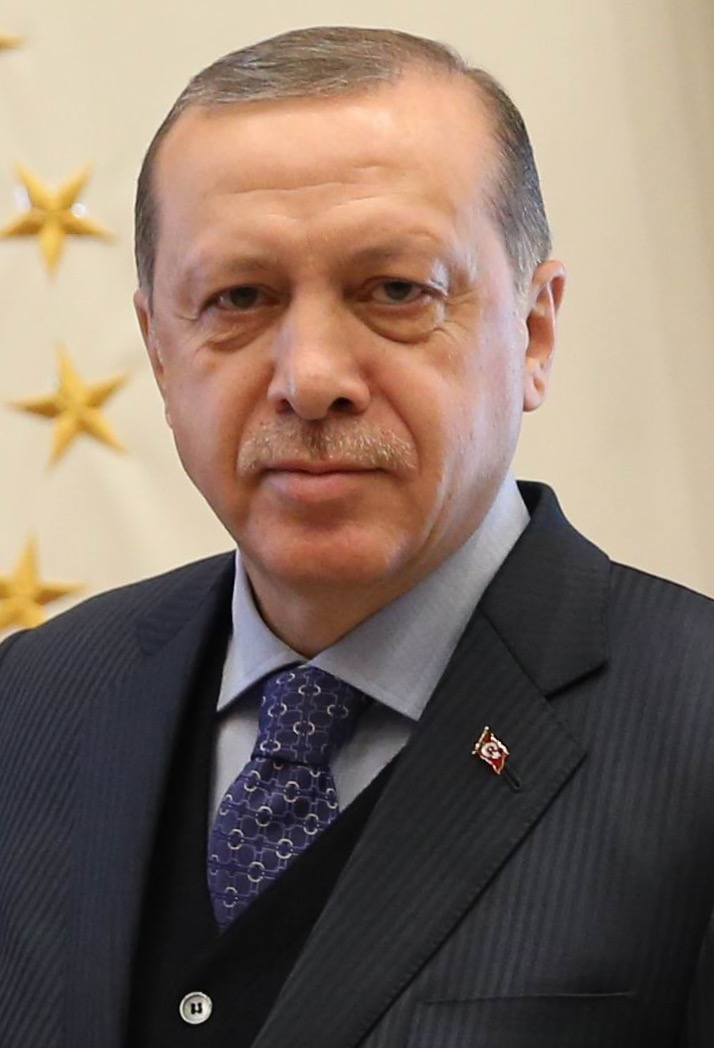
土耳其 总统 雷杰普·塔伊普·埃尔多安
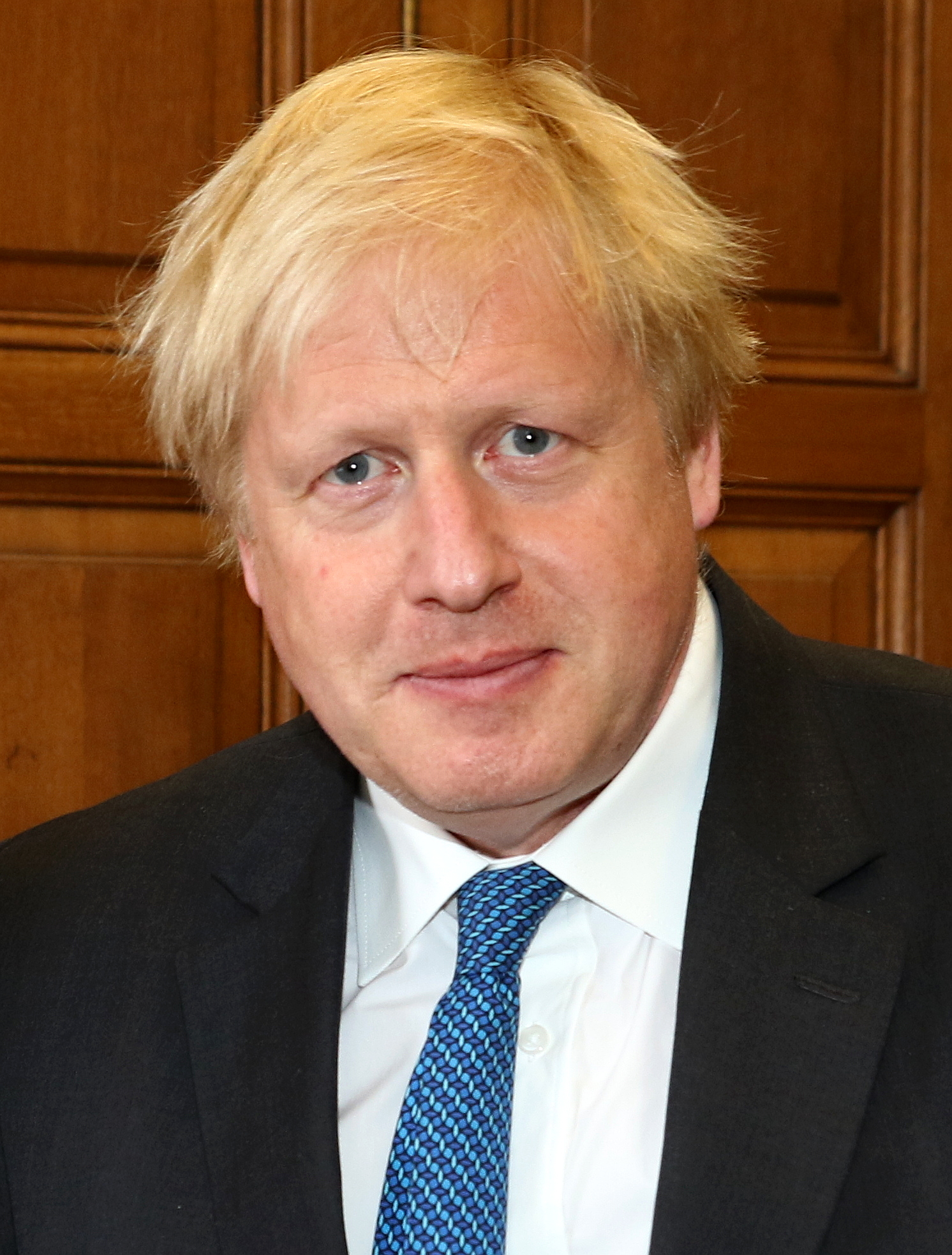
英国 首相 鲍里斯·约翰逊
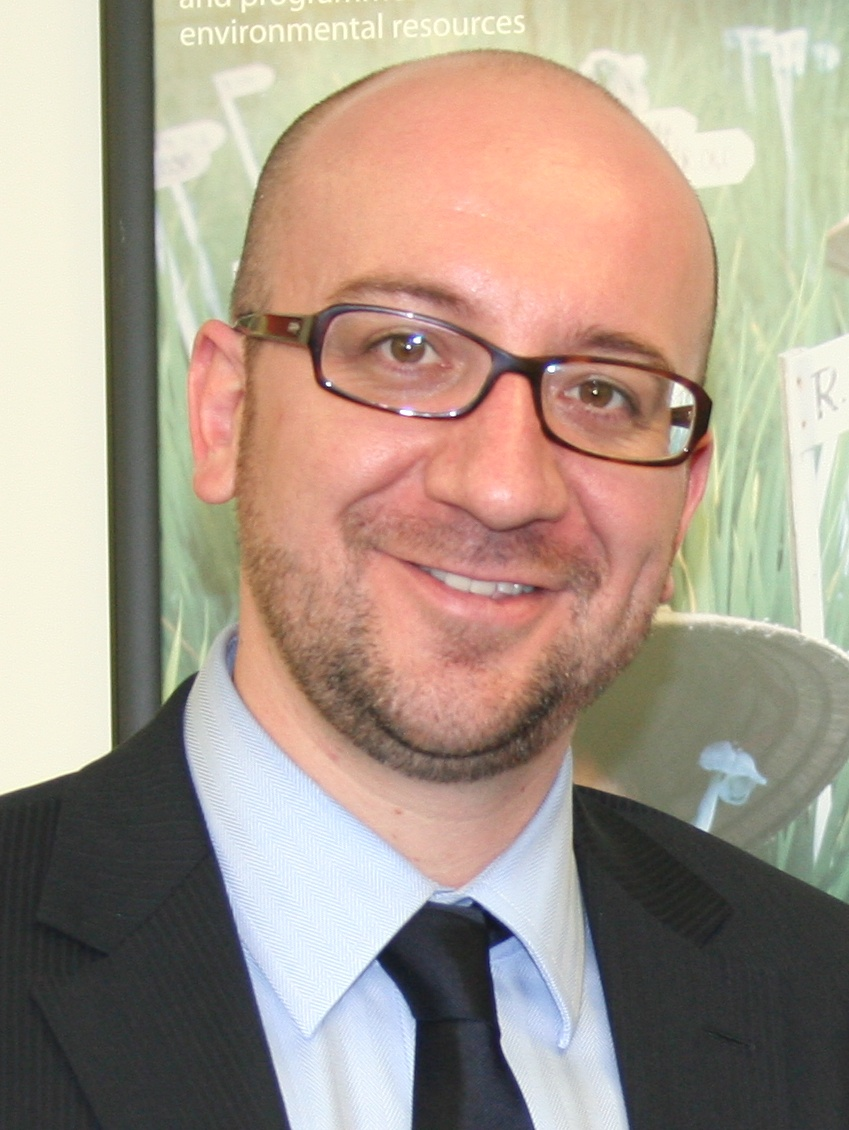
欧盟 理事会主席 夏尔·米歇尔
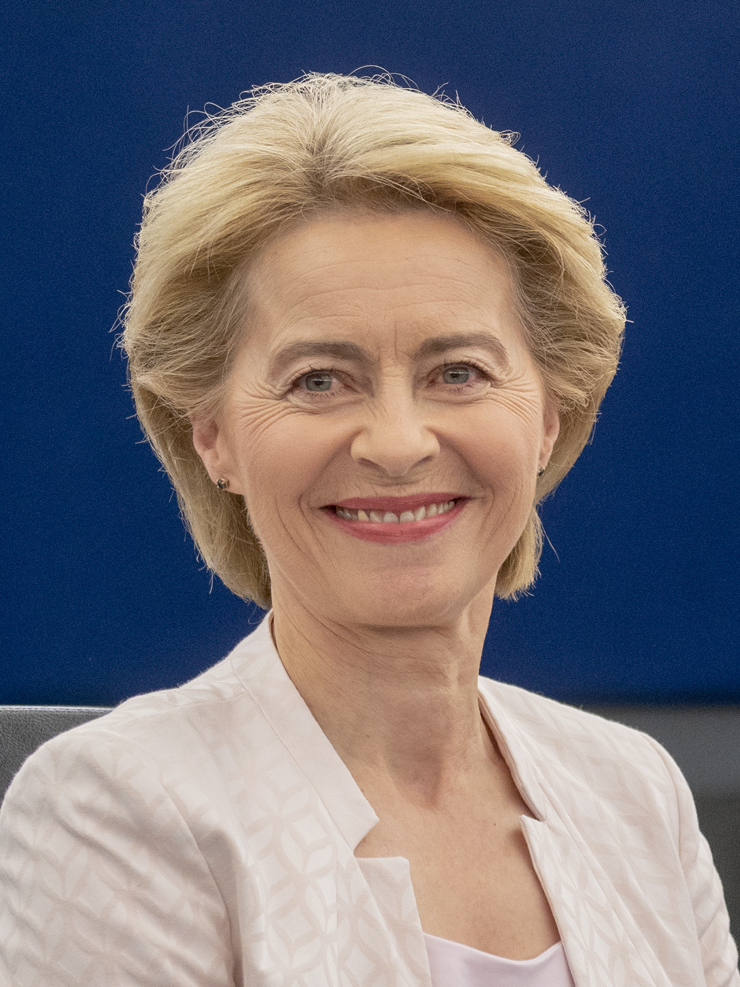
欧盟 委员会主席 乌尔苏拉·冯德莱恩
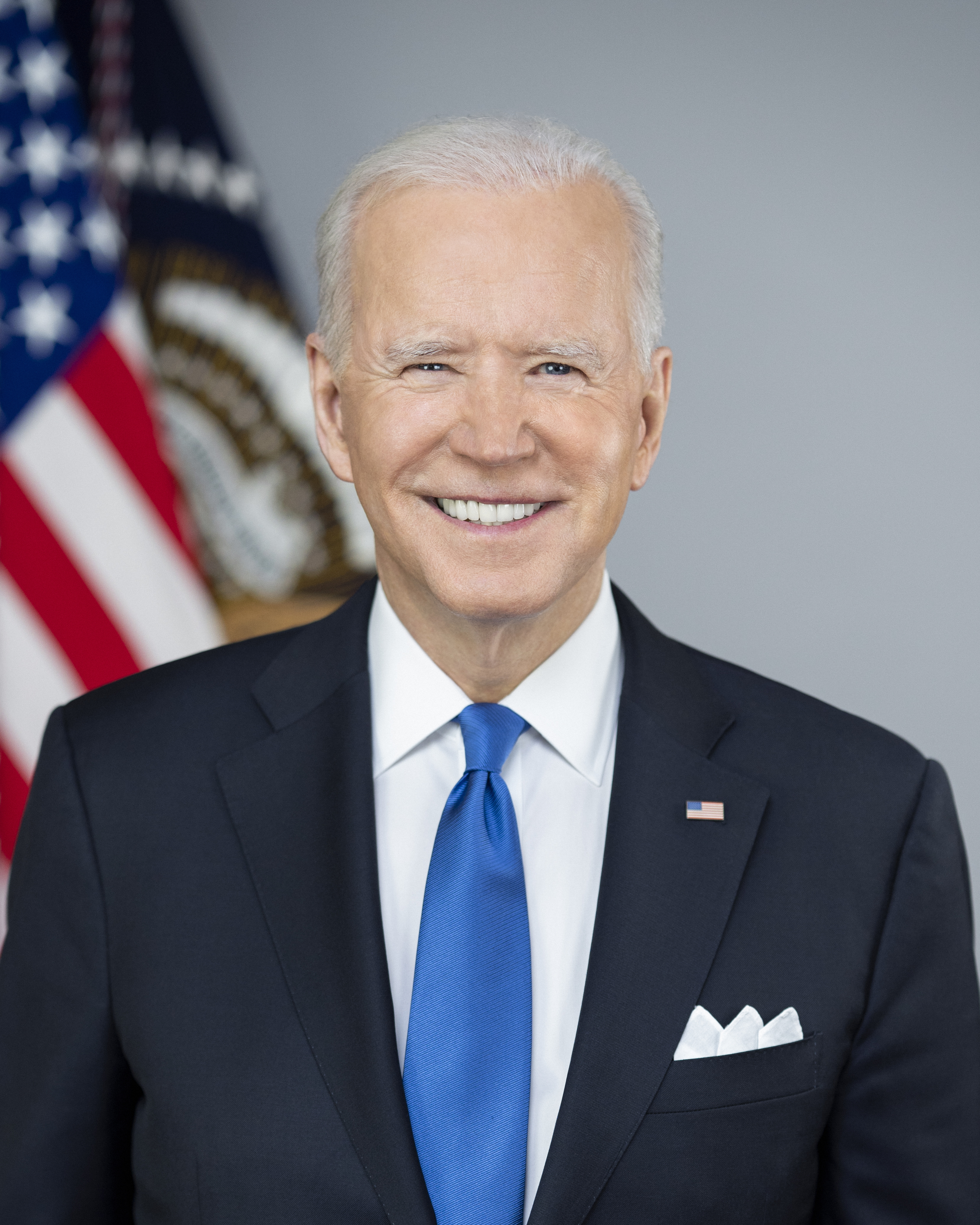
美国 总统 乔·拜登

### 嘉宾国领导人

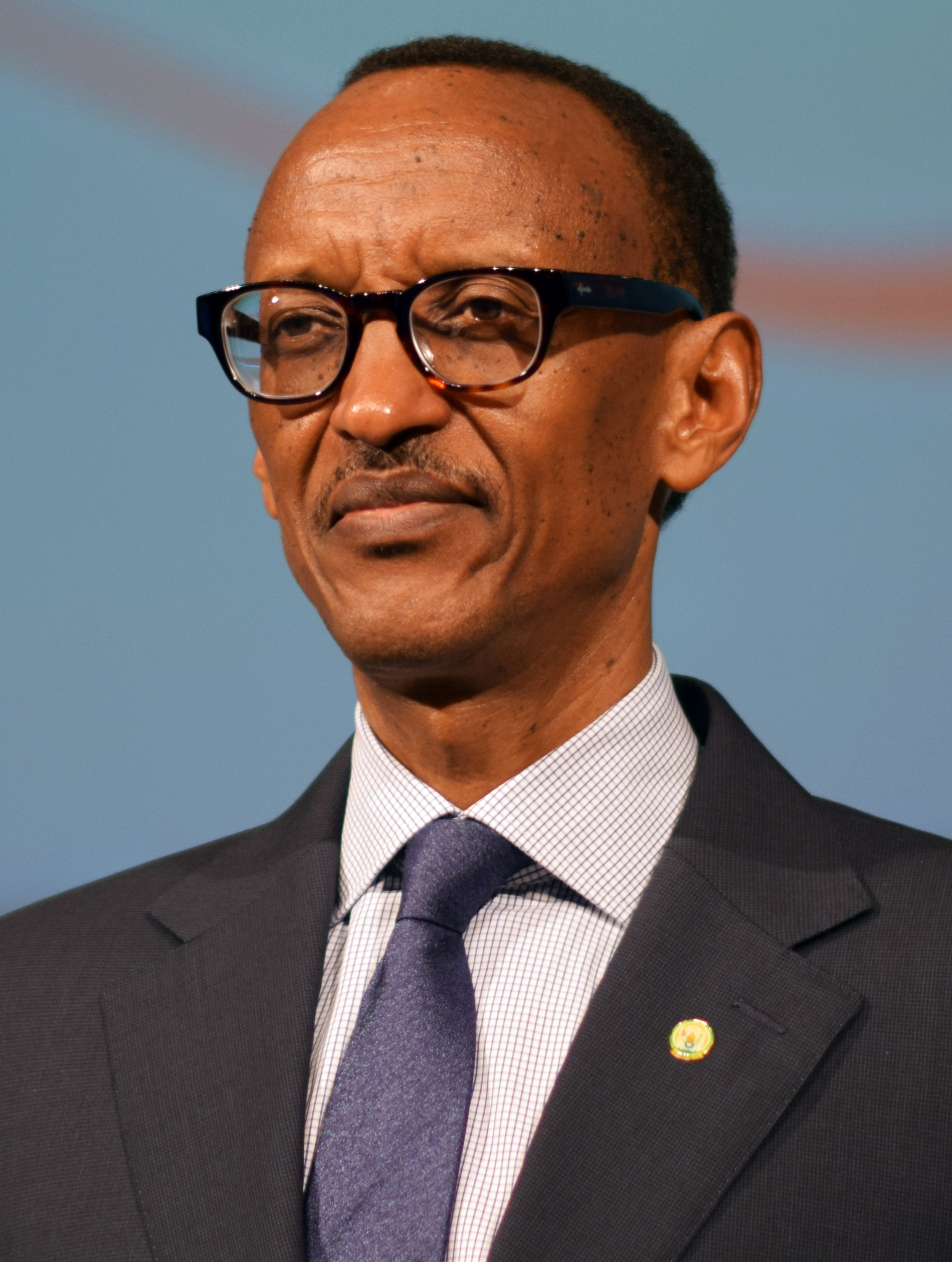
卢旺达 總統 保羅·卡加梅 受邀嘉宾 NEPAD主席
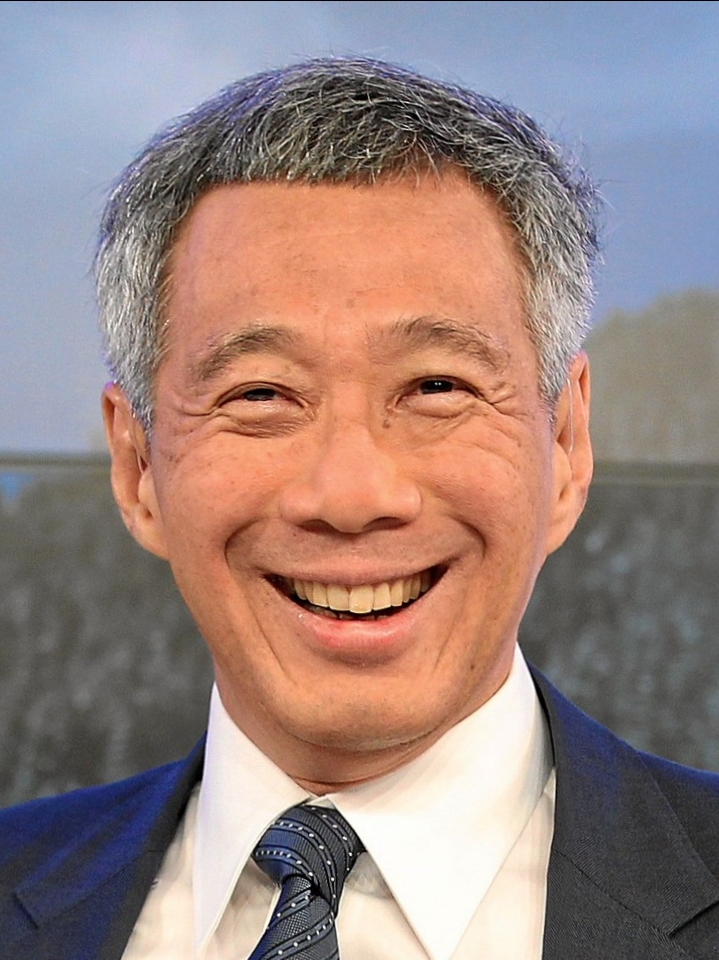
新加坡 總理 李显龙 受邀嘉宾
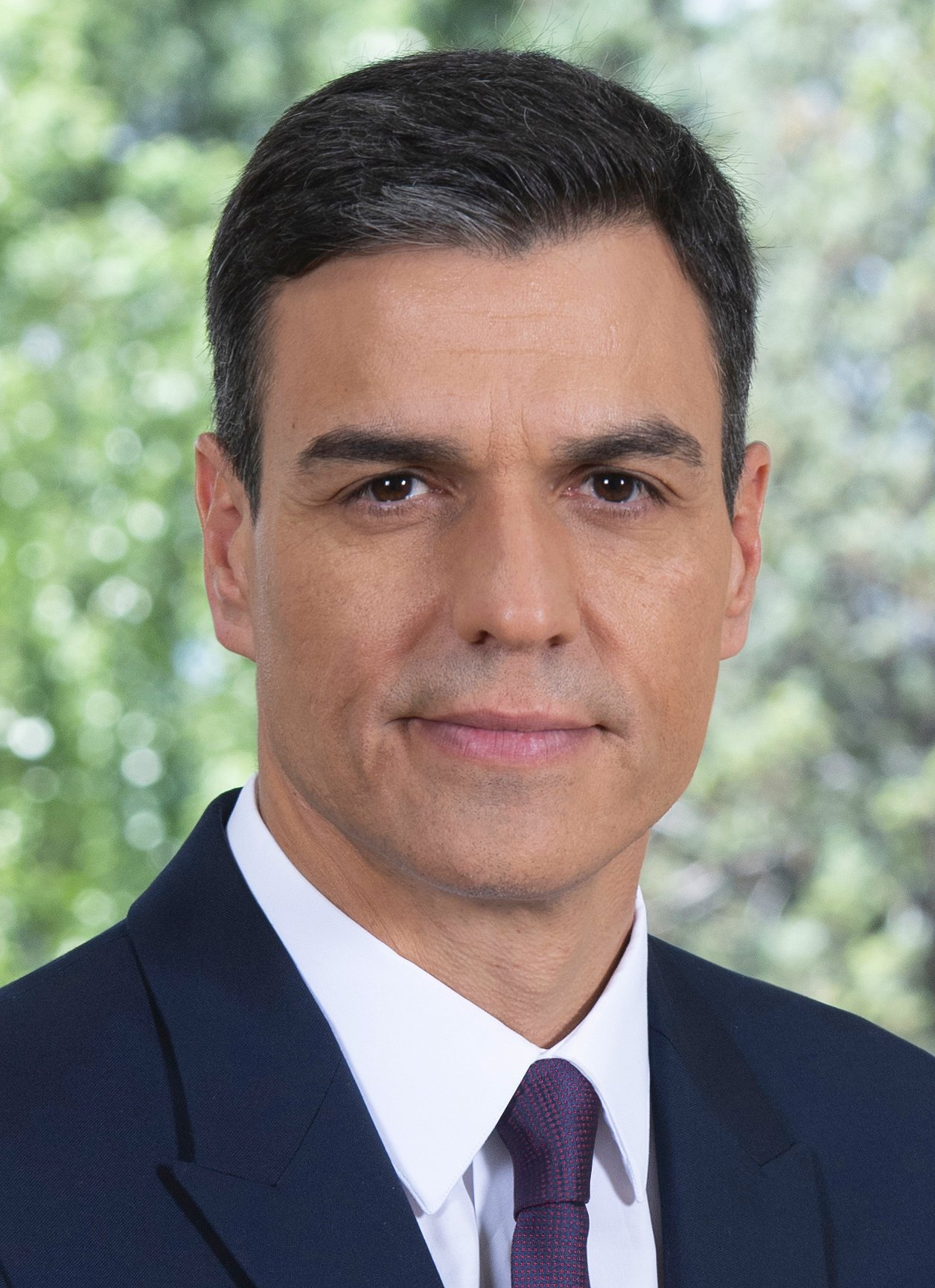
西班牙 首相 佩德羅·桑切斯 永久受邀嘉賓
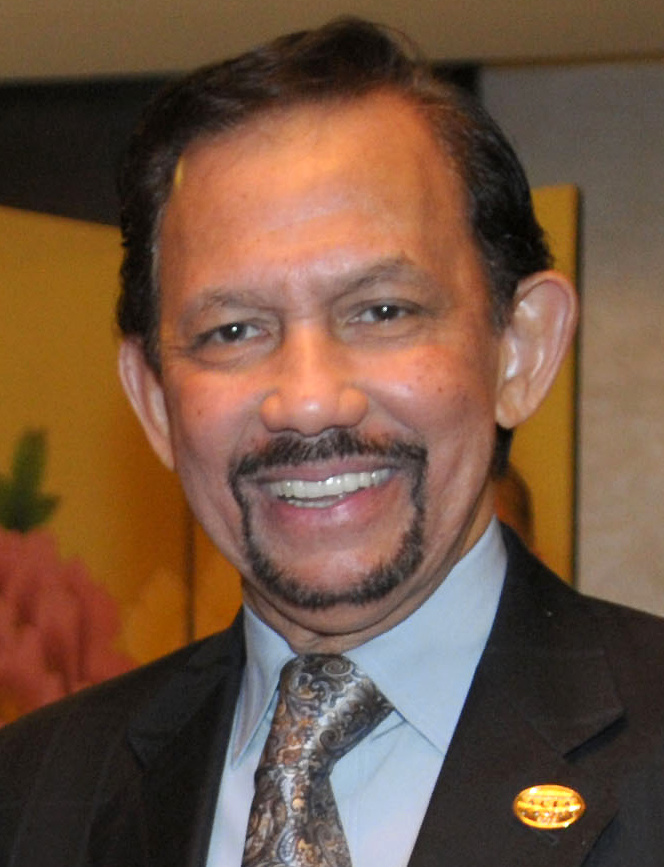
蘇丹 哈吉·哈山納·包奇亞 受邀嘉賓 东盟轮值主席
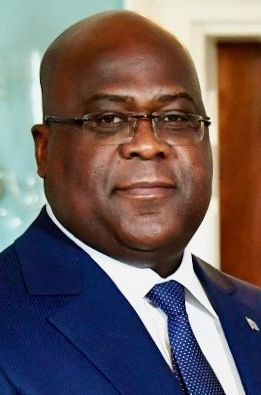
刚果民主共和国 總統 菲利克斯·齊塞克迪 受邀嘉賓 非洲联盟主席
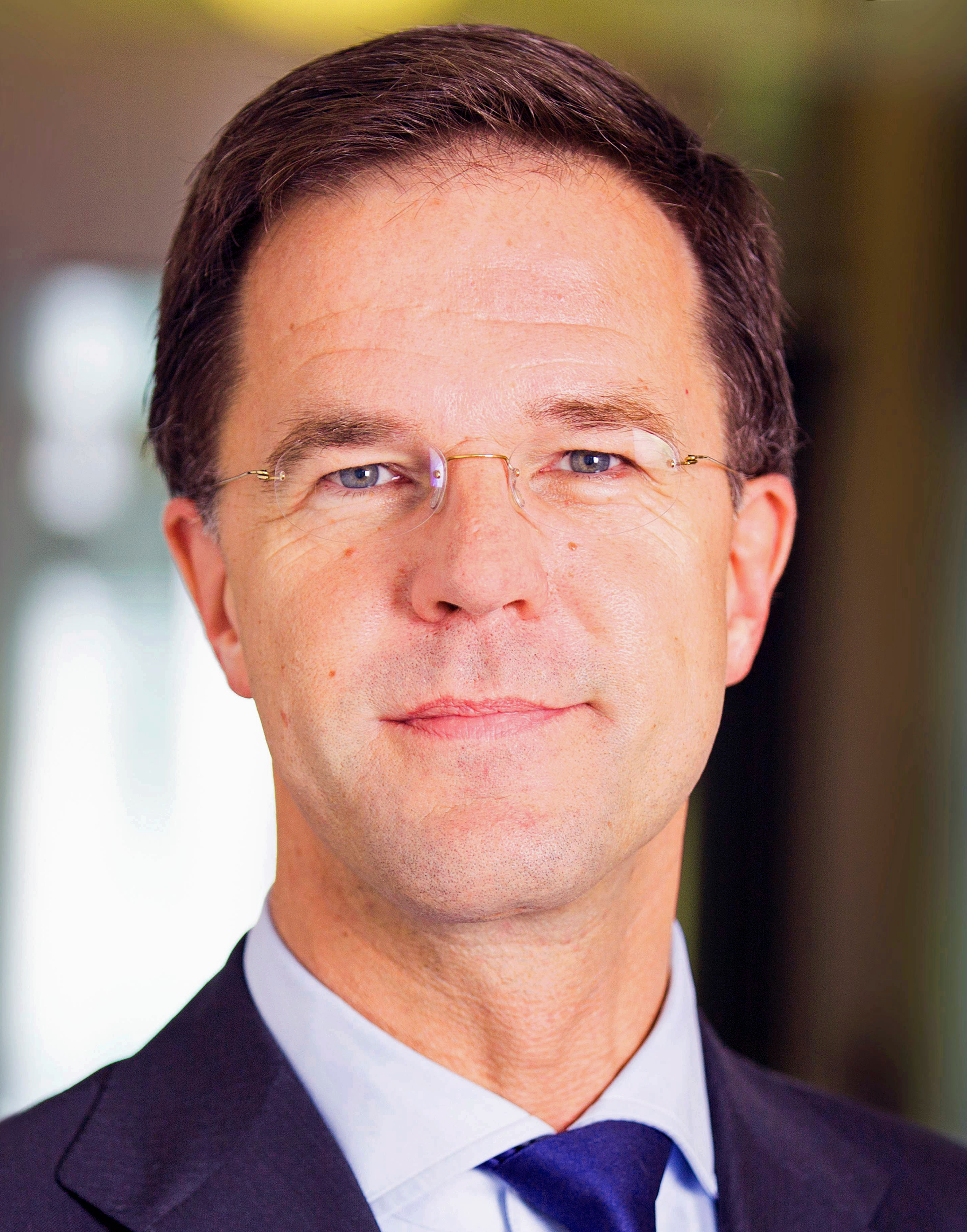
荷蘭 首相 馬克·呂特 受邀嘉賓

### 未出席領袖
总共5位国家领导人未出席此次G20峰会。
- 中国国家主席习近平[3][4][5]和 俄羅斯总统弗拉基米尔·普京[6]均因国内防疫原因不便亲自出席，而改为視訊通話形式虚拟与会
- 日本总理大臣岸田文雄[7]和 南非总统西里爾·拉馬福薩均因会议期间面临選舉而被迫缺席。[8]
- 墨西哥总统洛佩斯·奥夫拉多尔因年事已高，不便出国与会，只好改派代表[9]

## 效果
10月30日，美国拜登政府与欧盟达成协议，取消了特朗普政府在2018年实施的钢铝关税制度。该协议通过采用关税配额制度，为美国钢铁和铝生产商保留了一些保护。它还终止了欧盟对美国商品征收的报复性关税，并取消了欧盟原定的关税上调。

## 外部連結
- 官方网站